# Kathy Lueders
Kathryn (Kathy) Lueders é uma engenheira e gerente de negócios americana. Lueders é a atual Administradora Associada da Direção de Missão de Exploração e Operações Humanas (HEO) da NASA. Anteriormente, foi gerente do Programa de Tripulações Comerciais da NASA e supervisionou o retorno dos recursos de voos espaciais humanos à NASA.

## Vida pessoal
Na faculdade, Lueders estudou negócios na graduação com objetivos de trabalhar em Wall Street. Durante seu último ano, ela quis mudar para um curso de engenharia. Depois de se casar e ter filhos, ela voltou para a faculdade e "obteve vários diplomas em engenharia".

## Educação
Lueders obteve seu diploma de bacharel em Administração de Empresas em finanças pela Universidade do Novo México. Ela também é bacharel e mestre em engenharia industrial pela Universidade Estadual do Novo México.

## Carreira na NASA
Lueders começou sua carreira na NASA em 1992 no laboratório de propulsão do White Sands Test Facility. Como apenas a segunda mulher a trabalhar na instalação, Lueders começou como gerente de depósito do programa de ônibus espaciais no Sistema de Manobra Orbital e Sistema de controle de reação. Ela também ocupou vários cargos gerenciais no Escritório do Programa da Estação Espacial Internacional no Centro Espacial Johnson da NASA em Houston, Texas.